# Rhabdocrates
Rhabdocrates é um gênero de mariposa pertencente à família Acrolepiidae.